# MVP de la PLK
El premio al Jugador Más Valioso de la PLK se otorga anualmente al final de la temporada regular de la Liga Polaca de Baloncesto (PLK), la liga de baloncesto profesional más importante de Polonia, al jugador más valioso de la liga. Originalmente, el premio era otorgado por la ahora desaparecida I Liga (Liga 1 polaca), y se denominó Jugador del año de la Liga 1 polaca. El galardón actual, otorgado por la Liga PLK polaca, comenzó cuando comenzó esa liga, con la temporada 1995–96.

## MVP de la I Liga (1961–1995)
| Temporada | Jugador                | Nacionalidad   | Equipo             |             |
| --------- | ---------------------- | -------------- | ------------------ | ----------- |
| 1960–61   | Ryszard Olszewski      | Polonia        | AZS Toruń          |             |
| 1961–62   | No se conceció         | No se conceció | No se conceció     |             |
| 1962–63   | No se conceció         | No se conceció | No se conceció     |             |
| 1963–64   | No se conceció         | No se conceció | No se conceció     |             |
| 1964–65   | Mieczysław Łopatka     | Polonia        | WKS Śląsk Wrocław  |             |
| 1965–66   | No se conceció         | No se conceció | No se conceció     |             |
| 1966–67   | No se conceció         | No se conceció | No se conceció     |             |
| 1967–68   | Wiesław Langiewicz     | Polonia        | Wisła Kraków       |             |
| 1968–69   | Mieczysław Łopatka (2) | Polonia        | WKS Śląsk Wrocław  |             |
| 1969–70   | Bolesław Kwiatkowski   | Polonia        | AZS Warszawa       |             |
| 1970–71   | Edward Jurkiewicz      | Polonia        | Wybrzeże Gdańsk    |             |
| 1971–72   | No se conceció         | No se conceció | No se conceció     |             |
| 1972–73   | Andrzej Seweryn        | Polonia        | Wisła Kraków       |             |
| 1973–74   | Andrzej Seweryn (2)    | Polonia        | Wisła Kraków       |             |
| 1974–75   | Zdzisław Myrda         | Polonia        | Resovia Rzeszów    |             |
| 1975–76   | Edward Jurkiewicz (2)  | Polonia        | Wybrzeże Gdańsk    |             |
| 1976–77   | Edward Jurkiewicz (3)  | Polonia        | Wybrzeże Gdańsk    |             |
| 1977–78   | Wojciech Fiedorczuk    | Polonia        | ŁKS Łódź           |             |
| 1978–79   | Eugeniusz Kijewski     | Polonia        | Lech Poznań        |             |
| 1979–80   | Kent Washington        | Estados Unidos | Start Lublin       |             |
| 1980–81   | Mieczysław Młynarski   | Polonia        | Górnik Wałbrzych   |             |
| 1981–82   | Eugeniusz Kijewski (2) | Polonia        | Lech Poznań        |             |
| 1982–83   | Dariusz Szczubiał      | Polonia        | Zagłębie Sosnowiec |             |
| 1983–84   | Krzysztof Fikiel       | Polonia        | Wisła Kraków       |             |
| 1984–85   | Dariusz Zelig          | Polonia        | WKS Śląsk Wrocław  |             |
| 1985–86   | Eugeniusz Kijewski (3) | Polonia        | Lech Poznań        |             |
| 1986–87   | Dariusz Zelig (2)      | Polonia        | WKS Śląsk Wrocław  |             |
| 1987–88   | No se conceció         | No se conceció | No se conceció     |             |
| 1988–89   | No se conceció         | No se conceció | No se conceció     |             |
| 1989–90   | Jarosław Jechorek      | Polonia        | Lech Poznań        |             |
| 1990–91   | No se conceció         | No se conceció | No se conceció     |             |
| 1991–92   | Maciej Zieliński       | Polonia        | WKS Śląsk Wrocław  |             |
| 1992–93   | Igor Griszczuk         | Polonia        | Anwil Włocławek    | [ 1 ]       |
| 1993–94   | Keith Williams         | Estados Unidos | WKS Śląsk Wrocław  | [ 2 ]       |
| 1994–95   | Tyrice Walker          | Estados Unidos | MKS Znicz Pruszków | [ 3 ] [ 4 ] |

## MVP de la PLK (1996–presente)

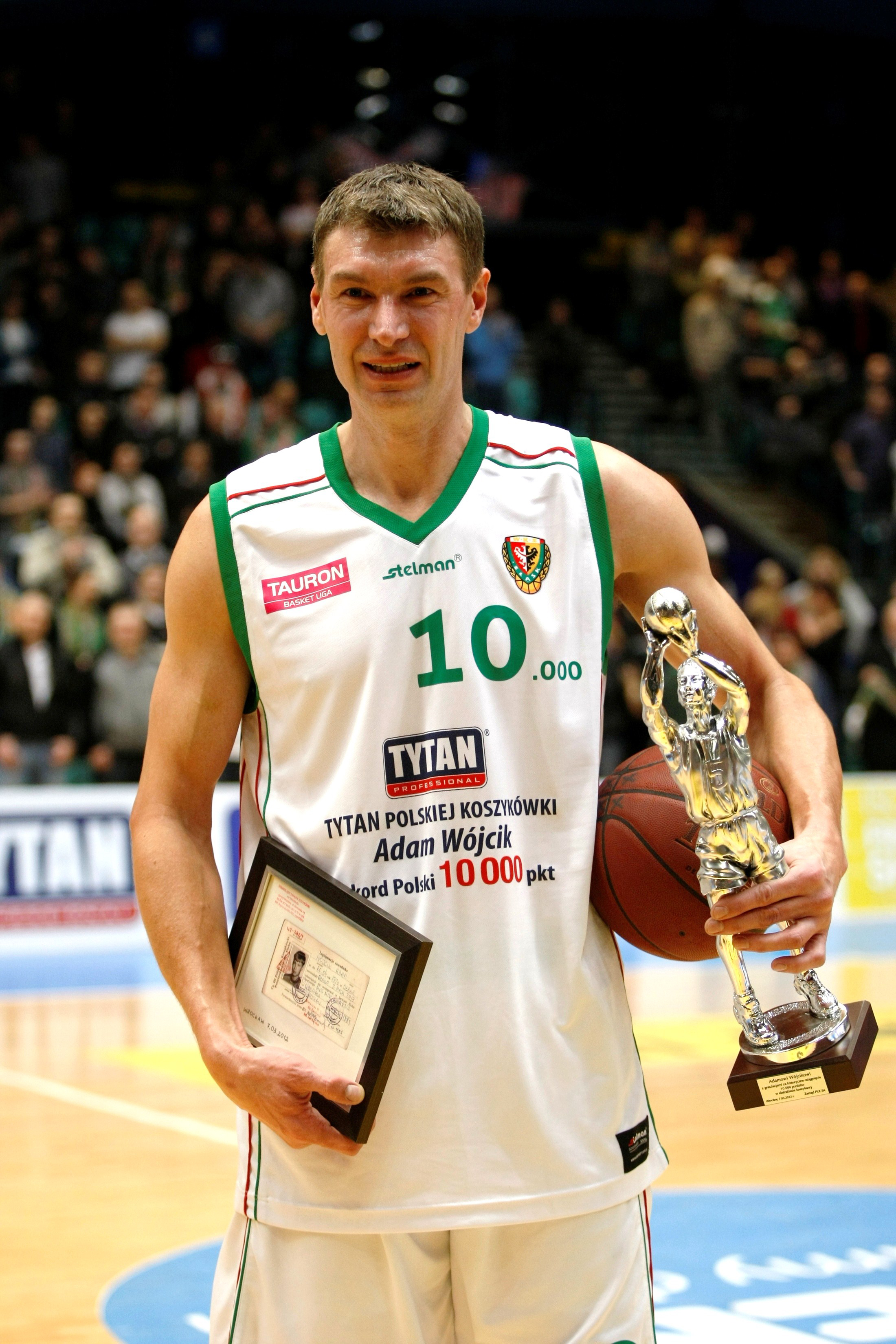
Adam Wójcik empata como jugador que más MVP ha ganado, con tres.

| ^           | Denota jugador todavía en activo en la PLK                               |
| *           | Inducido al FIBA Hall of Fame                                            |
| dagger      | Denota jugador que ganó el campeonato ese año                            |
| Jugador (X) | Denota el número de veces que recibió el premio                          |
| Equipo (X)  | Denota el número de veces que un jugador de ese equipo recibió el premio |

| Temporada | Jugador                                                                       | Pos.                                                                          | Nacionalidad                                                                  | Equipo                                                                        | Ref.   |
| --------- | ----------------------------------------------------------------------------- | ----------------------------------------------------------------------------- | ----------------------------------------------------------------------------- | ----------------------------------------------------------------------------- | ------ |
| 1995–96   | Dominik Tomczyk                                                               | PF/C                                                                          | Polonia                                                                       | WKS Śląsk Wrocław                                                             |        |
| 1996–97   | Maciej Zieliński (2)                                                          | SG                                                                            | Polonia                                                                       | WKS Śląsk Wrocław (2)                                                         |        |
| 1997–98   | Adam Wójcik                                                                   | PF/C                                                                          | Polonia                                                                       | WKS Śląsk Wrocław (3)                                                         |        |
| 1998–99   | Maciej Zieliński (3)                                                          | SG                                                                            | Polonia                                                                       | WKS Śląsk Wrocław (4)                                                         |        |
| 1999–00   | No se conceció                                                                | No se conceció                                                                | No se conceció                                                                | No se conceció                                                                |        |
| 2000–01   | Adam Wójcik (2)                                                               | PF/C                                                                          | Polonia                                                                       | WKS Śląsk Wrocław (5)                                                         |        |
| 2001–02   | Dominik Tomczyk (2)                                                           | PF/C                                                                          | Polonia                                                                       | WKS Śląsk Wrocław (6)                                                         |        |
| 2002–03   | Joe McNaull                                                                   | C                                                                             | Estados Unidos · Polonia                                                      | Prokom Trefl Sopot                                                            |        |
| 2003–04   | Tomas Pačėsas                                                                 | PG                                                                            | Lituania                                                                      | Prokom Trefl Sopot (2)                                                        |        |
| 2004–05   | Adam Wójcik (3)                                                               | PF/C                                                                          | Polonia                                                                       | Prokom Trefl Sopot (3)                                                        |        |
| 2005–06   | Goran Jagodnik                                                                | PF                                                                            | Eslovenia                                                                     | Prokom Trefl Sopot (4)                                                        |        |
| 2006–07   | Thomas Kelati                                                                 | SG/SF                                                                         | Polonia                                                                       | BOT Turów Zgorzelec                                                           |        |
| 2007–08   | David Logan                                                                   | PG/SG                                                                         | Polonia                                                                       | PGE Turów Zgorzelec (2)                                                       |        |
| 2008–09   | No se conceció                                                                | No se conceció                                                                | No se conceció                                                                | No se conceció                                                                | [ 6 ]  |
| 2009–10   | Qyntel Woods                                                                  | SF                                                                            | Estados Unidos                                                                | Asseco Prokom Gdynia (5)                                                      | [ 7 ]  |
| 2010–11   | Torey Thomas                                                                  | PG                                                                            | Estados Unidos                                                                | PGE Turów Zgorzelec (3)                                                       | [ 8 ]  |
| 2011–12   | Walter Hodge                                                                  | PG                                                                            | Islas Vírgenes de los Estados Unidos                                          | Stelmet Zielona Góra                                                          | [ 9 ]  |
| 2012–13   | Walter Hodge (2)                                                              | PG                                                                            | Islas Vírgenes de los Estados Unidos                                          | Stelmet Zielona Góra (2)                                                      | [ 9 ]  |
| 2013–14   | J.P. Prince                                                                   | SG/SF                                                                         | Estados Unidos                                                                | PGE Turów Zgorzelec (4)                                                       | [ 10 ] |
| 2014–15   | Damian Kulig^                                                                 | PF/C                                                                          | Polonia                                                                       | PGE Turów Zgorzelec (5)                                                       | [ 11 ] |
| 2015–16   | Mateusz Ponitka                                                               | SG/SF                                                                         | Polonia                                                                       | Stelmet Zielona Góra (3)                                                      | [ 12 ] |
| 2016–17   | Shawn King                                                                    | C                                                                             | San Vicente y las Granadinas                                                  | Stal Ostrów Wielkopolski                                                      | [ 13 ] |
| 2017–18   | Ivan Almeida^                                                                 | F                                                                             | Cabo Verde                                                                    | Anwil Włocławek                                                               | [ 14 ] |
| 2018–19   | James Florence^                                                               | PG                                                                            | Estados Unidos                                                                | Arka Gdynia (6)                                                               | [ 15 ] |
| 2019–20   | No se entregó debido a la cancelación del campeonato por la pandemia COVID-19 | No se entregó debido a la cancelación del campeonato por la pandemia COVID-19 | No se entregó debido a la cancelación del campeonato por la pandemia COVID-19 | No se entregó debido a la cancelación del campeonato por la pandemia COVID-19 |        |
| 2020–21   | Geoffrey Groselle                                                             | C                                                                             | Estados Unidos                                                                | Zastal Zielona Góra (4)                                                       | [ 16 ] |
| 2021–22   | Travis Trice^                                                                 | PG                                                                            | Estados Unidos                                                                | WKS Śląsk Wrocław (7)                                                         | [ 17 ] |
| 2022–23   | Andrzej Mazurczak^                                                            | PG                                                                            | Polonia                                                                       | Wilki Morskie Szczecin                                                        | [ 18 ] |
| 2023–24   | Victor Sanders^                                                               | SG                                                                            | Estados Unidos                                                                | Anwil Włocławek (2)                                                           | [ 19 ] |